# 九州誠道会
九州誠道会（きゅうしゅうせいどうかい、単に「誠道会」とも）は、福岡県大牟田市に本部を置いていた暴力団。特定抗争指定暴力団だった。2013年6月に解散届を提出。東京都を含む1都5県に展開していた。後身の浪川会（なみかわかい）は同一団体とみなされており、引き続き指定暴力団となっている。
爆弾や自動火器などの武器類を多用した極めて激しい抗争をしてきた組織で、その相手はかつての上部団体にあたる道仁会だった。
2000年代中盤に起きた抗争において、九州誠道会は民間人を含む数多の死傷者を生み出す事件の当事者となった。そうしたことから九州誠道会は、設立から2年目の2008年に、暴力団対策法における指定暴力団となった。

## 来歴
道仁会第二代会長の松尾誠次郎が2006年をもって引退。これに伴う後任人事案を巡って組織内に亀裂が走り、続けて傘下松尾組の組長であった大中義久の次代会長への就任が決定すると、最大規模の傘下組織であった村上一家ならびにその他数組織が強硬に反発。これを受けて道仁会は村上一家の総長すなわち村神長二郎らを絶縁処分としたが、すかさず道仁会を離脱した村上一家ほか数組織が同年6月に新たな団体を結成。これが九州誠道会の起こりであった。
そのまま抗争に突入し、翌2007年の8月18日、福岡市中央区黒門の路上で大中義久を襲撃したうえで射殺。それを境に抗争は一気に激化した。
2007年の11月には佐賀県武雄市の医院で無関係の市民が誠道会関係者と誤認され射殺される事件（佐賀入院患者射殺事件）が発生。翌2008年の2月に指定暴力団への登録を受理。3月には道仁会とのこの抗争の終結を願う意思を捜査当局に伝えていたことが判明。誠道会二代目会長と誠道会系永石組組長を名乗る2名が武雄の件の被害者遺族宅を訪れたうえで、謝罪の意を伝えるとともに、抗争終結の意向を記した会長名義の文書を手渡していたことも判明した。やがて村神の引退に伴い、時の幹部であった浪川政浩が4月に二代目の会長に就任。
2009年の夏頃には、この抗争に係る死者を弔うという名目の忠魂碑を誠道会が建立したことが確認された。大牟田市内の民間墓地に建てられたこの碑は、誠道会側のそれのみならず、道仁会側の死者の名前も刻んでいた。しかしながらこの碑は2011年の1月までに何者かの手によって撤去されたことが確認された。撤去した人物や撤去先は不明となっている。
しばらくは鳴りを潜めていた道仁会との抗争であったが、2011年に再燃した。
2012年10月に改正暴対法が施行され、道仁会とともに同年12月に特定抗争指定暴力団に指定された。
2013年6月11日、福岡県久留米警察署に対し、解散届を提出した。提出した解散届には「解散することが一般社会の不安を取り除く唯一の手段で、九州誠道会の解散を決定」などと書かれていた。
2013年10月、浪川を会長とする新団体・「浪川睦会」が設立された。福岡県公安委員会は構成員が九州誠道会とほぼ同一であるとして、九州誠道会に対する特定抗争指定暴力団の指定を浪川睦会に承継する決定を行った。特定抗争指定暴力団への指定は当初の2012年12月の指定から九州誠道会時代・浪川睦会時代を合わせて5回延長されたが、その後抗争が沈静化したため、2014年6月26日をもって解除された。

## 情勢

### 勢力等
工藤会、太州会、福博会および道仁会と並ぶ、福岡県に本部を置く独立指定暴力団組織5団体のうちの一つであった。佐賀県、長崎県、熊本県、山形県、および東京都に支部を置き、その人員規模のおおよその内訳は、2007年度から2009年度にかけて350（警察庁）、2010年度から2011年度にかけて380（警察庁）、2011年暮れ頃に500（福岡県警）と報告されている。その資金源には覚醒剤の密売、債権の取り立て、ならびに高利の無資格貸金業などが含まれるものと見られている。

### 他団体関係
道仁会とは発足以来の対立状態を維持している。いわゆる抗争事件の発生頻度は、2007年の暮れに起こった武雄の人違い射殺事件後にいったんの沈静を見せたものの、2011年に入って再燃。所属構成員らを当事者とする銃撃や発砲死傷などの事件が再び相次ぐようになった。
発足当初に山口組系暴力団勢力との親交関係の存在が示唆されたことがあった。これは道仁会からの攻撃を想定し警戒態勢に入った山口組による神戸総本部へのID認証機構の導入（2006年）という異例の措置の原因であったと見られている。のちには山口組系山健組ならびに弘道会との親交関係の存在が示唆されもした。その山口組はこの対立抗争の和平工作にいち早く動いた団体であったが、それを道仁会側から拒絶されて以降、この対立抗争への関与の一切を厳禁するに至っている。

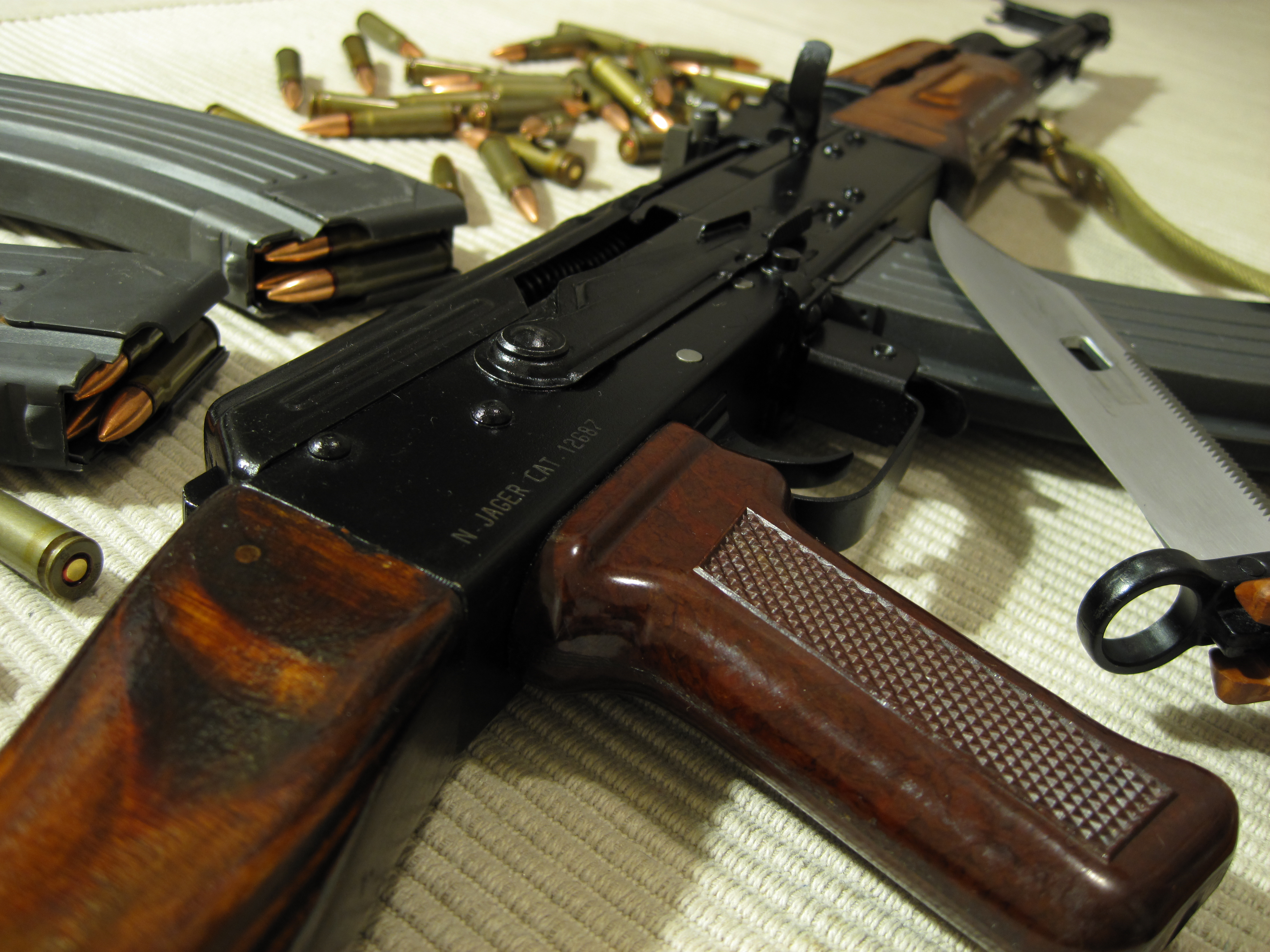
一連の抗争事件の過程で使用が確認された武器類には、日本国内にあっては発見例のなかった改良型AK-47カラシニコフ自動小銃と見られた新型銃が含まれる。この事案に関しては、捜査当局は兼ねてより誠道会―わけても村上一家のいわゆるロシアンマフィアとの繋がりを把握してはいたものの、より進んだ入手経路等の解明までには至らなかった。〔写真はAKM〕

工藤会の名誉顧問であった溝下秀男が2008年に死去した際には、同業界すなわち暴力団界の大物陣が日本中から葬儀に駆けつけたが、九州誠道会はこれに出席しなかった。この葬儀に姿を見せなかった指定暴力団組織は九州誠道会のみであった。

### 代表者歴代
初代会長の村神長次郎こと朴植晩は指名手配中の2008年に覚せい剤取締法違反の疑いで潜伏中の茨城県内で逮捕されている。浪川(朴)政浩が二代目を襲名したのはその直後のことであった。その浪川については突出した実力者であるとの評がある。
村神は引退後の2009年にも拳銃所持の現行犯で逮捕。さらにはその翌2010年からも自身の関係先の民家を何者かによる相次ぐ銃撃に襲われ、その痕跡の隠蔽を図ったとする証拠隠滅の容疑から逮捕されるに至っている。

## 歴代会長
- 初代：村神 長次郎（朴 植晩）
- 二代目：浪川政浩（朴 政浩）

## 二代目幹部陣
- 会長 - 浪川政浩こと朴政浩
- 会長代行 - 永石秀三（永石組組長）
- 副会長 - 上村隆幸[37] ― 2012年4月8日、福岡市内のマンション前で頭部に銃撃を受け意識不明の重体へ。[38] 県警は道仁会との抗争によるものと見て捜査。[39]
- 最高相談役 - 坂口功
- 理事長 - 高柳弘之（高柳組組長）
- 本部長 - 梅木一馬（五代目村上一家総長）
- 幹事長 - 佐村政実
- 会長補佐 - 藤村英市（藤村組組長）
- 副理事長 - 宮本勝（浪勝総業組長）